# Grundstücksnutzungsvertrag
Der Grundstücksnutzungsvertrag (GNV) bzw. die Vorgängerbezeichnung als Grundstückseigentümererklärung (GEE) beschreiben im Bereich der Telekommunikation Vereinbarungen, mit der ein Grundstückseigentümer das Einverständnis für den Anschluss seiner Gebäude an ein Telekommunikationsnetz (Kupferdoppelader, Koaxialkabel, Glasfasernetz) über eine Teilnehmeranschlussleitung erteilte. Mit der Neufassung des Telekommunikationsgesetzes (TKG) zum 1. Dezember 2021 hat der Gesetzgeber klargestellt, dass die Grundstücksnutzung durch Leitungen für Hochgeschwindigkeitsnetze zu dulden ist. Damit ist der Anwendungsbereich einer Grundstückseigentümererklärung bzw. eines -vertrages in den meisten Fällen insgesamt entfallen.

## Historie
Durch die Verlegung von Telekommunikationslinien über Grundstücke wird das Eigentum am Grundstück beschränkt. Solche Beschränkungen sind nach Artikel 14 Abs. 1 Satz 2 Grundgesetz durch ein einfaches Gesetz unter Beachtung des Zitiergebots möglich. Schon das Telekommunikationsgesetz in der bis 1996 geltenden Fassung bestimmte in § 57, dass fremde Grundstücke von Telekommunikationsnetzbetreibern zur Verlegung von Telekommunikationsleitungen für öffentliche Netze genutzt werden konnten und zwar in der Weise, dass die Überquerung von Grundstücken durch den Eigentümer nicht verboten werden konnte. Mit der Novelle des TKG im Jahre 1996 wurde eine Neuregelung für den Hausanschluss von Gebäuden getroffen. Weitere acht Jahre später nahm der Gesetzgeber ein in der Anlage zu § 10 Telekommunikationskundenschutzverordnung (TKV) geregelte Grundstückseigentümererklärung in das Gesetz auf, die 2007 wiederum in den § 45a TKG und die zugehörige Anlage in der rechtlichen Form eines Grundstücksnutzungsvertrages überführt wurde.
Mit dem Gesetz zur Erleichterung des Ausbaus digitaler Hochgeschwindigkeitsnetze (DigiNetzG) 2016 stellte der Gesetzgeber in § 76 TKG klar, dass der Anschluss von Gebäuden an digitale öffentliche Hochgeschwindigkeitsnetze vom Grundstückseigentümer grundsätzlich entschädigungslos zu dulden sei. Gleichwohl beließ er – insoweit widersprüchlich – den Grundstücksnutzungsvertrag samt den dort vorgesehenen Kündigungsmöglichkeiten des Grundstückseigentümers im Muster der Gesetzesanlage zu § 45a. Die mit diesem gesetzgeberischen Missgeschick einhergehenden Anwendungsschwierigkeiten wurden erst mit Inkrafttreten des neuen Telekommunikationsgesetzes am 1. Dezember 2021 endgültig beseitigt. Die vormalige Anlage zum Gesetz entfiel und der Gesetzgeber stellte im § 134 TKG klar, dass der Anschluss von auf dem Grundstück befindlichen Gebäuden sowie von Gebäuden auf Nachbargrundstücken ohne Vertrag zu dulden ist.
Grundstücksnutzungsverträge sind damit, was Hochgeschwindigkeitsnetze angeht, entbehrlich geworden. Der mit dem neuen TKG zum Ausdruck gekommene Wille des Gesetzgebers, Hausanschlüsse zu „privilegieren“ dürfte dazu führen, dass vormals vertraglich vereinbarte Kündigungsrechte des Grundstückseigentümers obsolet werden. Zwar enthält das Gesetz insoweit keine ausdrückliche Übergangsregelung. Der Wortlaut des § 134 Abs. 1 Satz 1 („Der Eigentümer … kann den Betrieb nicht verbieten“) deutet aber darauf hin, dass die Klarstellung auch Altfälle abdeckt und Verträge obsolet geworden sind.